# Jonathan Goldstein (attore)
Jonathan Goldstein (4 dicembre 1964) è un attore, regista televisivo e produttore televisivo statunitense.

## Filmografia parziale

### Attore
Cinema
- The Jitters, regia di John Fasano (1989)
- Body of Influence 2, regia di Brian J. Smith (1996)
- The Auteur Theory, regia di Evan Oppenheimer (1999)
- Herstory, regia di Krista Eulberg (2005)
- California Dreaming, regia di Brandon Slagle (2017)
- Golden State, regia di Jonathan Avigdori e Rani Sa'ar (2018)
- Flashout, regia di Richard Lerner (2019)
- God Save the Queens, regia di Jordan Danger (2022)

Televisione
- Sospetto ingiusto (Target of Suspicion) - film TV (1994)
- Ancora una volta (Once and Again) - 2 episodi (2000, 2001)
- Drake & Josh - 55 episodi (2004-2007)
- Merry Christmas, Drake & Josh - film TV (2008)
- Eff'd - film TV (2015)
- Suspense - 13 episodi (2015-2019)

### Regista televisivo
- iCarly - 2 episodi (2008, 2010)
- Eff'd - film TV (2015)

### Produttore televisivo
- Eff'd - film TV (2015)
- Baby Avengers - miniserie TV (2017)

## Doppiatori italiani
Nelle versioni in italiano delle opere in cui ha recitato, Jonathan Goldstein è stato doppiato da:
- Marco Balbi in Drake & Josh, Merry Christmas, Drake & Josh
- Lucio Saccone in Grey's Anatomy, Criminal Minds
- Alberto Angrisano in NCIS - Unità anticrimine
- Saverio Indrio in Private Practice
- Silvio Anselmo in S.W.A.T.
- Gianluca Machelli in Shameless
- Stefano Mondini in Lucifer